# Bola da Times Square
A Bola da Times Square ou Times Square Ball é um balão horário localizado na Times Square, em Nova York. Ela fica na cobertura do One Times Square, e é uma parte importante da festa de Ano Novo na Times Square. É popularmente conhecida como a queda da bola, já que desce cerca de 43 m em 60 segundos através de um mastro especialmente projetado; O acontecimento tem início às 23:59 do dia 31 de dezembro e termina à meia-noite quando registra o início de um novo ano.
O evento foi organizado pela primeira vez por Adolph Ochs, proprietário do jornal The New York Times, como uma celebração sucessora de uma série de queima de fogos de artifício no Réveillon. A bola foi projetada por Artkraft Strauss. A primeira vez que o evento aconteceu foi em 31 de dezembro de 1907, para saudar 1908, tornando a bola que cai um acontecimento realizado anualmente desde então, exceto nos anos de 1942 e 1943, devido à Segunda Guerra Mundial. O formato da bola também foi modificado ao longo dos anos para refletir as melhorias na tecnologia de iluminação. O projeto original foi feito a partir de madeira e ferro e iluminado com cem lâmpadas incandescentes, enquanto a sua forma atual possui um sistema de iluminação LED computadorizada e uma superfície externa composta por painéis de cristal em forma de triângulos. A partir de 2009, a bola passou a ser exibida no topo de um dos prédios da Times Square durante todo o ano.
A bola que cai da Times Square é uma das celebrações de Ano Novo mais conhecidas internacionalmente. Ela conta a presença de mais de 1 milhão de pessoas e é vista pela televisão ao vivo em vários países.

## História

### Primórdios (1907–19)
A primeira celebração da véspera de Ano Novo na Times Square foi realizada no dia 31 de dezembro de 1903; O proprietário The New York Times, Adolph Ochs, decidiu comemorar a abertura da nova sede do jornal, no One Times Square, com fogos de artifício no telhado do edifício para receber o ano de 1904. Perto de 200 mil pessoas participaram do evento, deslocando as celebrações tradicionais que normalmente eram realizadas na Igreja da Trindade. No entanto, após vários anos de espetáculos pirotécnicos, Ochs queria um espetáculo maior no prédio para chamar mais a atenção para a região. O eletricista chefe do jornal, Walter F. Painer, sugeriu o uso de uma bola do tempo, depois de ver uma que era usada no Western Union Building. Ochs contratou o estilista Artkraft Strauss para a construção de uma esfera eletricamente iluminada para a celebração, que foi construída a partir de ferro e madeira e iluminada com cem lâmpadas incandescentes, ela pesava 320 kg e tinha 1,5 m de diâmetro.
A bola foi içada no mastro do edifício com uma corda por uma equipe de seis homens. Uma vez colocada no telhado do prédio, a bola completou um circuito elétrico para acender um sinal com a altura de 5 metros, indicando o ano novo, e desencadeando em seguida um show com fogos de artifício. A primeira "queda da bola" foi realizada em 31 de dezembro de 1907, dando boas-vindas ao ano 1908. Em 1913, apenas oito anos depois que se mudou para a Times Square, o Times mudou sua sede para outro endereço. The Times manteve a posse da torre do prédio, no entanto, Strauss passou a organizar as futuras edições da queda.

### A segunda geração (1920–98)
A bola original foi destruída e substituída em 1920. A segunda bola permaneceu com 1,5 m de diâmetro e foi construída com ferro, pesando 180 kg. Durante a Segunda Guerra Mundial, a descida da segunda bola foi interrompida na véspera do Ano Novo de 1942 e 1943, devido a restrições de iluminação em tempo de guerra, no caso de um ataque inimigo. A queda foi substituída pela observância de um minuto de silêncio à meia-noite, acompanhado pelo som de sinos tocados a partir de alto-falantes em caminhões de som. A segunda bola foi abandonada e substituída por uma terceira bola em 1955, que era feita de alumínio e pesava 68 kg, permanecendo com 1,5 m de diâmetro. De 1981 a 1989, esta terceira bola foi decorada em homenagem à campanha Eu amo Nova York, com lâmpadas vermelhas e uma haste verde para dar-lhe a aparência de uma maçã. Para 1988 os organizadores acrescentaram um segundo bissexto e aumentaram a contagem regressiva do Ano Novo para 61 segundos. As lâmpadas brancas originais retornaram em 1989, mas foram substituídos em 1991 pelas lâmpadas vermelhas, brancas e azuis para saudar as tropas da Operação Escudo do Deserto.
A terceira bola foi renovada novamente em 1995 para 1996, a adição de um sistema de iluminação informatizado, com 180 lâmpadas de halogêneo e 144 luzes estroboscópicas, e mais de 12.000 strass. O designer de iluminação Barry Arnold afirmou que as mudanças foram "algo que tinha que ser feito para tornar este evento mais espetacular no próximo do milênio". A própria queda também se tornou informatizada através do uso de um guincho elétrico sincronizado com o Instituto Nacional de padrões e tecnologia de tempo; O novo sistema teve um problema, no entanto, quando sofreu uma falha causou uma pausa na queda da bola por um breve momento enquanto descia. Após a sua utilização final, em 1999, a terceira bola foi colocada em exposição na sede de Atlanta do Jamestown Group, donos do One Times Square.

### Rumo ao novo milênio (1999–2007)
Em 28 de dezembro de 1998, durante uma conferência de imprensa com a presença de prefeito de Nova York Rudy Giuliani, os organizadores anunciaram que a terceira bola seria aposentada para a chegada do novo milênio, e substituída por um novo projeto construído pela Waterford Crystal. As celebrações do ano 2000 também introduziria um patrocínio mais proeminente para a queda; empresas como a Discover Card, Korbel Champagne, e Panasonic foram anunciadas como patrocinadores oficiais das festividades na Times Square. A cidade também anunciou que Ron Silver levaria um comitê conhecido como "NYC 2000", para ser responsável pela organização de eventos em toda a cidade de Nova York para o ano de 2000, especialmente fora de Times Square. Um dia inteiro de festividades foi realizado na Times Square para celebrar a chegada do ano de 2000, incluindo shows e apresentações culturais com desfiles de bonecos desenhados por Michael Curry, representando os países que entram no novo ano. Os organizadores esperavam um público total superior a 2 milhões de espectadores.
A quarta bola, medindo 1,8 m de diâmetro e pesando 490 kg, incorporou um total de mais de 600 lâmpadas de halogêneo, 504 triângulos de cristal Waterford, 96 luzes estroboscópicas e espelhos em forma de pirâmide. A bola foi construída na fábrica da Waterford, na Irlanda, e foi então enviada para Nova York, onde foram instalados o sistema de iluminação e espelhos motorizados. Muitos dos triângulos foram inscritos com mensagens de um determinado tema que é mudado anualmente, como "Esperança para bolsa de estudo", "Esperança para Sabedoria", "Esperança para a coragem", "Esperança para a cura" e "Esperança para abundância ". Para 2002, os cristais da bola foram gravados com os nomes dos países e organizações que foram afetados pelo 11 de setembro.

### Dias atuais (2008–atualmente)
Em homenagem ao centenário da "queda da bola", um quinto projeto estreou para a véspera de Ano Novo de 2008. Mais uma vez fabricado pela Waterford Crystal e com o mesmo diâmetro de 1,8 m, mas com um peso de 550 kg. Foram usadas lâmpadas de LED fornecidas pela Philips (que pode produzir mais de 16,7 milhões de cores), com padrões de iluminação computadorizados e desenvolvidos pelo empresa de iluminação Focus, que tem sua sede na cidade de Nova Iorque. A bola contou com 9.567 lâmpadas eficientes em termos energéticos que consumiram uma quantidade de eletricidade equivalente a de 10 torradeiras.

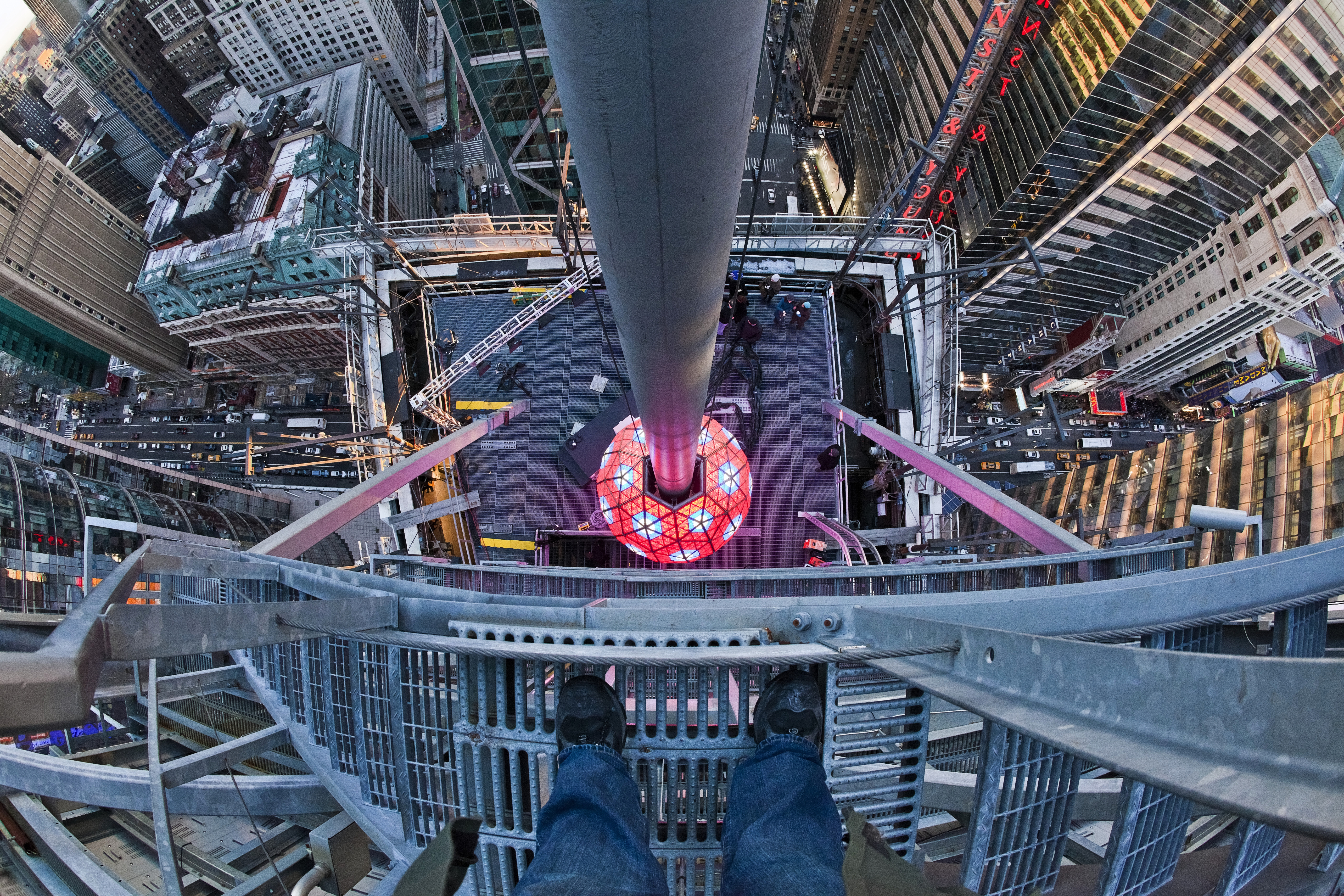
Vista superior dos preparativos para a descida da bola em 2013

A bola de 2008 foi usada apenas uma vez, sendo em seguida colocada em exposição na Times Square Visitors Center após o evento. Para 2009, uma versão maior da quinta bola foi construída. A bola atualizada é uma esfera geodésica iluminada por 32.256 lâmpadas LED. Com 3,7 m de diâmetro e com um peso de 5.386 kg, ela tem o dobro do tamanho da bola de 2008. Ela também foi projetada para ser à prova de intempéries, a nova bola foi projetada também para ser exibida no topo de um dos prédios da Times Square durante todo o ano seguinte às celebrações.
Temas anuais para os painéis de cristal continuaram a ser feitos. Entre 2008 e 2013, os padrões eram referentes à série Waterford, conhecidos como "World of Celebration", que incluíam temas como "Let There Be Light" e "Let There Be Peace". Para 2014 todos os painéis da bola foram substituídos pelo novo padrão "Gift of Imagination", ou "Presentes da Imaginação", que deram início à série "Grandes Presentes". O sinal numérico que indica o ano (que permanece no topo da torre, juntamente com a própria bola) também usa lâmpadas de LED.

#### Mudanças devido à pandemia COVID-19
Devido à pandemia de COVID-19 na cidade de Nova York, as festividades de 2020–21 foram fechadas ao público. A participação foi limitada às famílias convidadas dos primeiros respondentes e outros trabalhadores essenciais da área da cidade de Nova York ("os Heróis de 2020"), artistas e membros da mídia. De acordo com as ordens de saúde do estado de Nova York, máscaras faciais eram obrigatórias e as famílias eram colocadas em áreas de 2,4 m com distanciamento social. O presidente da Times Square Alliance, Tim Tompkins, afirmou que "parece mais apropriado chamar a atenção para os indivíduos que estão incansavelmente liderando nossa nação em tempos difíceis com força, determinação e equilíbrio inabaláveis, bem como suas famílias, que lidam com seu próprio conjunto de sacrifícios".
O aplicativo VNYE foi lançado como um companheiro digital para o evento, que apresentava uma recriação digital da Times Square como um mundo virtual (onde os usuários podiam jogar minijogos, assistir a transmissões ao vivo das festividades do Ano Novo em Nova York e em outros lugares, e testemunhar um jogo virtual versão da queda da bola) e filtros de câmera de realidade aumentada.
Em 16 de novembro de 2021, o prefeito Bill de Blasio anunciou que o evento seria realizado normalmente de 2021 a 2022, mas com todos os participantes obrigados a apresentar comprovante de vacinação e documento de identidade válido com foto. Se abrangidos por isenções específicas, os participantes não vacinados podem, alternativamente, apresentar prova de um teste PCR negativo recente feito nas últimas 72 horas; participantes não vacinados deverão usar máscara facial. Apesar de um número recorde de casos na cidade e estado causados pela variante Omicron, de Blasio declarou em 16 de dezembro que "se em algum momento precisarmos alterar o plano, vamos", mas frisou que se tratava de um evento ao ar livre, apenas com participantes vacinados.
No dia 20 de dezembro de Blasio afirmou que a decisão final sobre quaisquer alterações ao evento seria tomada até o Natal, explicando que “temos o que fazemos historicamente há anos e anos, temos o tipo de modelo que usamos no ano passado. Estamos procurando qualquer coisa que torne este trabalho melhor". Em 22 de dezembro, o prefeito de Blasio declarou à CNN que a cidade estava "procurando adicionar medidas adicionais para torná-la ainda mais segura"; no dia anterior, a estação WNYW de propriedade e operação da Fox relatou que os organizadores planejavam impor máscaras e limitar a capacidade do evento, enquanto a rede Fox cancelou seu especial de véspera de Ano Novo planejado da Times Square citando preocupações do COVID-19. Em 23 de dezembro, foi anunciado que a capacidade da área de visualização seria reduzida para 15.000 (dos cerca de 58.000 presentes antes), e que as máscaras também seriam obrigatórias para todos os participantes.

### Clima à meia-noite
De acordo com o serviço de meteorologia, a temperatura média à meia-noite em Nova York é de 33,7 °F (0,9 °C). O evento mais frio foi em 1917, quando a temperatura era de 1 °F (-17 °C), o segundo ano mais frio foi em 1962 quando as temperaturas registradas atingiram 11 °F (-12 °C). Em contrapartida o ano mais quente registrou 58 °F (14 °C) e ocorreu em 1965 e 1972. Nevou durante a "queda da bola" apenas oito vezes em 107 eventos e foram nos anos de 1926, 1934, 1948, 1952, 1961, 1967 e 2009, sendo que em vários anos houve tempo chuvoso.

## Evento

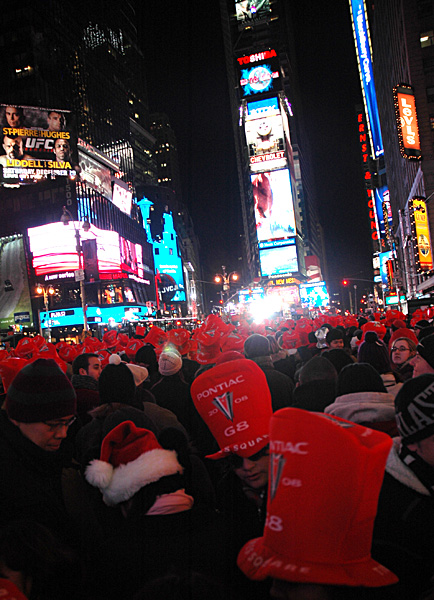
Público presente para a chegada do ano de 2008

Para facilitar a chegada do público, a Times Square é fechada ao tráfego a partir do final da tarde da véspera de Ano Novo. Toda a região é divida em seções para facilitar o controle de segurança, as seções vão recebendo as pessoas até que fiquem cheias, então uma nova seção é aberta. Especialmente após os ataques de 11 de setembro a segurança passou a ser mais rigorosa e reforçada. Todo o público passa por uma revista antes de entrar no local e não são permitidos mochilas ou bebidas alcoólicas. As pessoas que participam da festa recebem balões, chapéus e outros itens das marcas que patrocinam o evento.

### Festividades
As festividades começam no início da noite, por volta das seis horas no horário local, quando a bola é elevada. Enquanto aguarda, o público faz contagens regressivas do ano novo de outros países, além de acompanhar também algumas apresentações musicais. Desde a edição de 2005-06 do evento, a queda da bola também foi precedida pela reprodução da canção de John Lennon "Imagine". Em 2011, a música começou a ser tocada ao vivo, pela primeira vez interpretada por Taio Cruz, e em 2012 por Cee Lo Green. O desempenho de Cee Lo Green, no entanto, foi criticado por fãs devido a mudança na letra da canção.
A queda propriamente dita começa às 23:59, quando resta um minuto para o final do ano. Neste momento é "ativado" cerimonialmente por um dignitário ou celebridade que se junta no palco com o atual Prefeito da cidade de Nova York. A conclusão da queda é seguida de fogos de artifício disparados do telhado de One Times Square, juntamente com uma sequência de músicas que incluem "Auld Lang Syne" de Guy Lombardo, "Theme from New York, New York" de Frank Sinatra, "America the Beautiful" de Ray Charles, "What a Wonderful World" de Louis Armstrong e "Over the Rainbow" da IZ.

### Convidados especiais
Desde 1996 a celebração da véspera do Ano Novo tem sido acompanhada por um convidado especial que tem a honra de ativar o botão que faz a bola cair um minuto antes da meia-noite. A escolha anual serve para reconhecer o envolvimento do convidado com a comunidade e seu significado para ela. O botão em si não provoca realmente a queda da bola, já que isto é feito a partir de uma sala de controle, de forma sincronizada com um sinal do governo.
Dentre os convidados anuais que ativaram a queda da bola estavam:

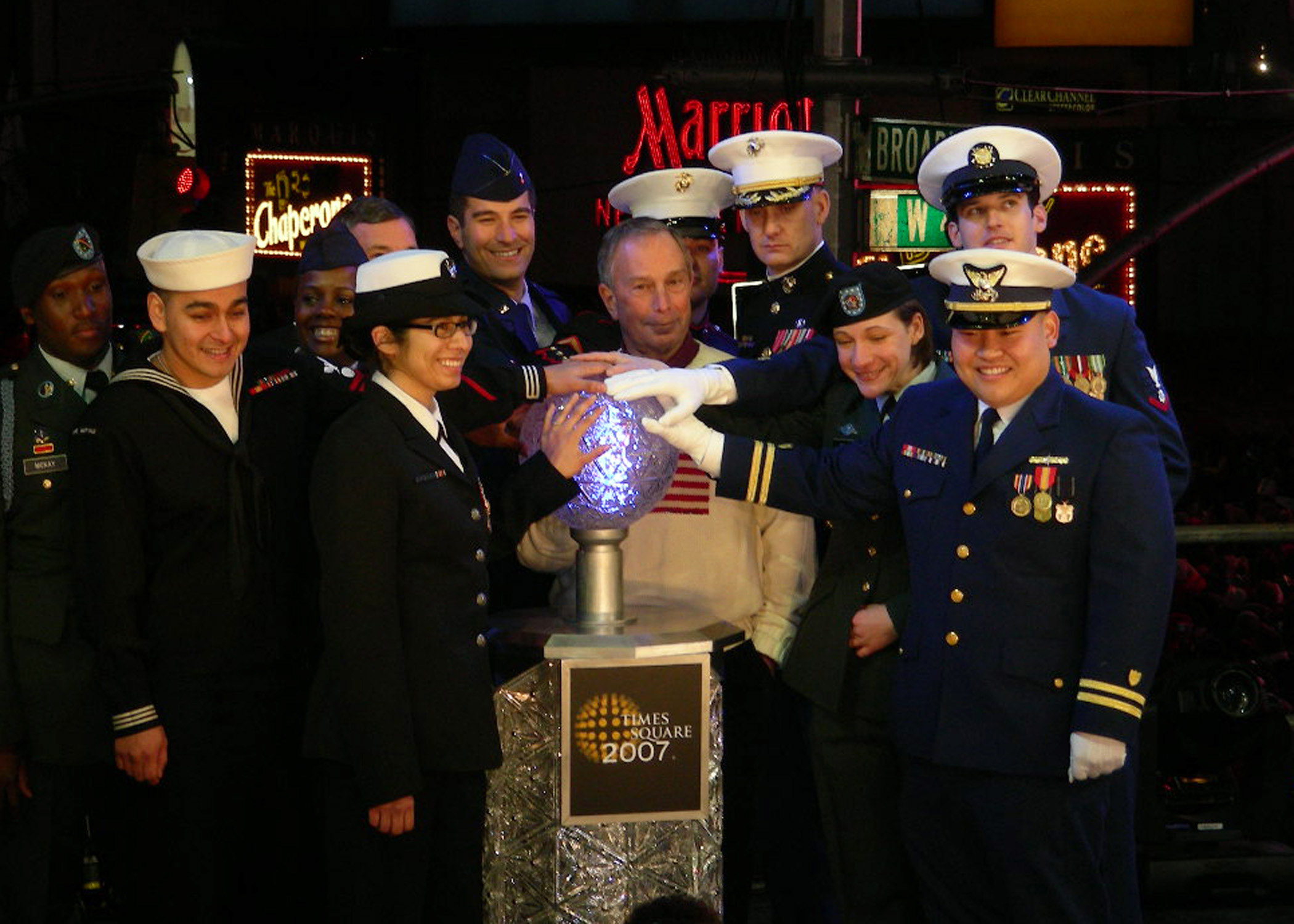
Oswaldo San Andres e Lillianne Perez junto com Michael Bloomberg ativam a queda da bola para 2007

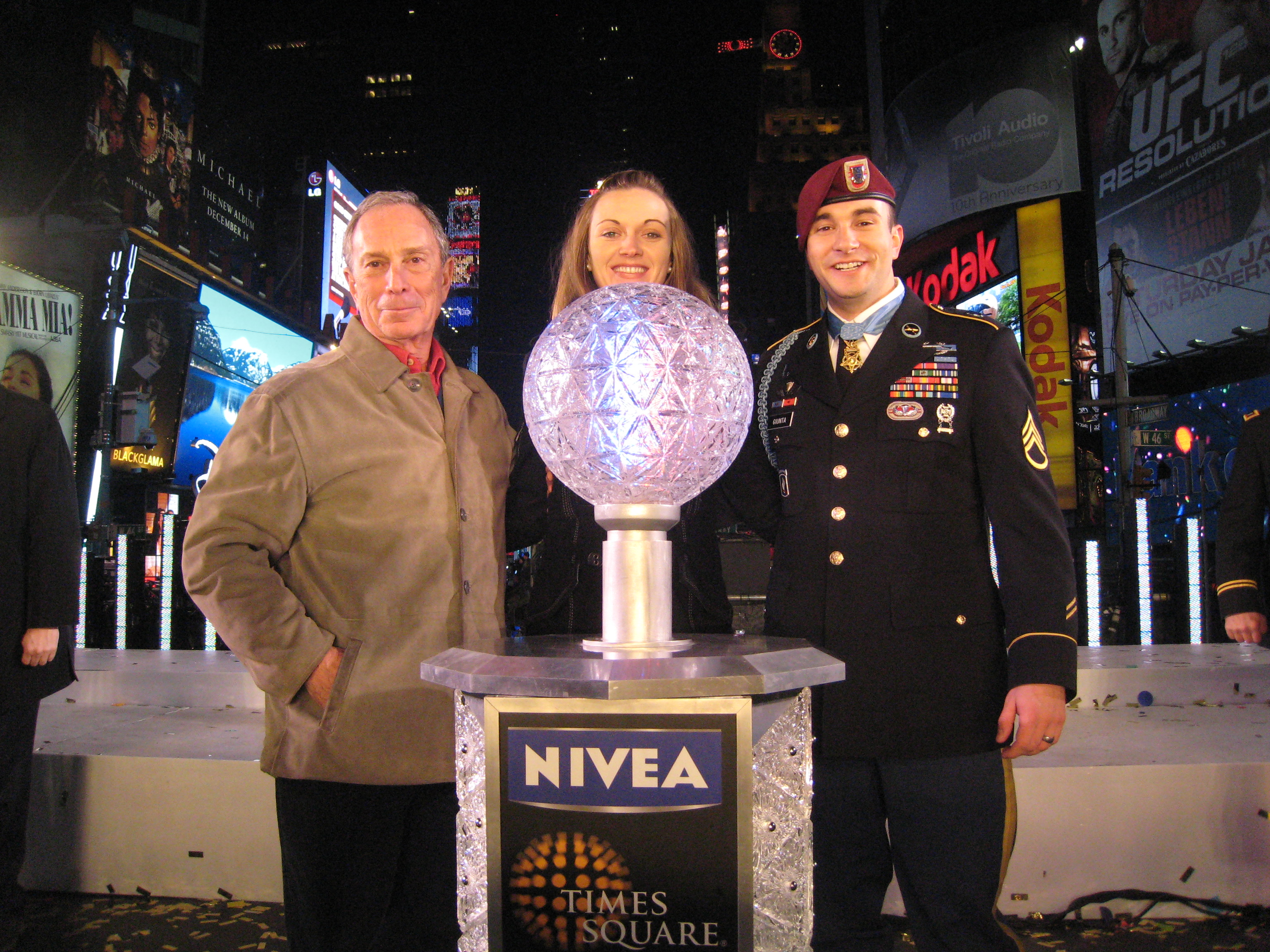
Salvatore A. Giunta e sua esposa junto com Michael Bloomberg ativam a queda da bola para 2011

| Ano     | Convidado                                                                                | Ref           |
| ------- | ---------------------------------------------------------------------------------------- | ------------- |
| 1996–97 | Oseola McCarty                                                                           | [ 30 ]        |
| 1997–98 | Um grupo de cinco vencedores de um concurso em homenagem ao centenário de Nova York      |               |
| 1998–99 | O ginasta chinês Sang Lan                                                                | [ 32 ]        |
| 1999–00 | A Dra. Mary Ann Hopkins do Médicos sem Fronteiras                                        | [ 33 ]        |
| 2000–01 | Muhammad Ali                                                                             | [ 34 ]        |
| 2001–02 | Rudy Giuliani e Judith Nathan                                                            | [ 35 ]        |
| 2002–03 | Christopher e Dana Reeve                                                                 | [ 36 ]        |
| 2003–04 | Cyndi Lauper, juntamente com Shoshana Johnson (primeira americana prisioneira de guerra) | [ 37 ]        |
| 2004–05 | O Secretário de Estado Colin Powell                                                      | [ 38 ]        |
| 2005–06 | O músico Wynton Marsalis                                                                 | [ 39 ]        |
| 2006–07 | Um grupo de oito membros das Forças Armadas dos Estados Unidos                           | [ 40 ]        |
| 2007–08 | Karolina Wierzchowska, da polícia de Nova York                                           | [ 41 ]        |
| 2008–09 | Bill e Hillary Clinton                                                                   | [ 42 ]        |
| 2009–10 | Doze dos melhores estudantes de escolas públicas da cidade                               | [ 43 ]        |
| 2010–11 | O sargento aposentado Salvatore Giunta                                                   | [ 44 ]        |
| 2011–12 | Lady Gaga                                                                                | [ 45 ]        |
| 2012–13 | O grupo The Rockettes                                                                    | [ 46 ]        |
| 2013–14 | A juíza da Suprema Corte Sonia Sotomayor                                                 | [ 47 ] [ 48 ] |
| 2014–15 | Representantes do Comitê Internacional de Resgate                                        | [ 49 ]        |
| 2015–16 | Hugh Evans                                                                               | [ 50 ]        |
| 2016–17 | O 8º Secretário-geral da ONU Ban Ki-moon                                                 | [ 51 ]        |
| 2017–18 | A ativista Tarana Burke                                                                  | [ 52 ]        |
| 2018-19 | Um grupo de jornalistas representando o Comitê para a Proteção dos Jornalistas           | [ 53 ]        |
| 2019-20 | Dois professores premiados, de Nova York, e quatro de seus alunos                        | [ 54 ]        |
| 2020-21 | Chirlane McCray, esposa do prefeito Bill de Blasio                                       | [ 55 ]        |
| 2021-22 | Michael James Scott, Mary Claire King e Ben Crawford.                                    | [ 56 ]        |
| 2022-23 | Eric Adams                                                                               | [ 57 ]        |
| 2023-24 | Ali Krieger, Kelley O'Hara, e Midge Purce, jogadoras do NJ/NY Gotham FC                  | [ 58 ]        |
| 2024-25 | Eric Adams                                                                               | [ 59 ]        |

### Interpretação de "Imagine"
Desde o evento de 2010–11, a queda da bola é precedida por uma performance ao vivo e sincronizada da música "Imagine" de John Lennon, por algum cantor popular.
| Ano     | Convidado         | Ref    |
| ------- | ----------------- | ------ |
| 2010–11 | Taio Cruz         | [ 60 ] |
| 2011–12 | Cee Lo Green      | [ 27 ] |
| 2012–13 | Train             | [ 61 ] |
| 2013–14 | Melissa Etheridge | [ 62 ] |
| 2014–15 | O.A.R.            | [ 63 ] |
| 2015–16 | Jessie J          | [ 64 ] |
| 2016–17 | Rachel Platten    | [ 65 ] |
| 2017–18 | Andy Grammer      | [ 66 ] |
| 2018–19 | Bebe Rexha        | [ 67 ] |
| 2019–20 | X Ambassadors     | [ 68 ] |
| 2020–21 | Andra Day         | [ 69 ] |
| 2021–22 | KT Tunstall       | [ 70 ] |
| 2022–23 | Chelsea Cutler    | [ 71 ] |
| 2023–24 | Paul Anka         | [ 72 ] |
| 2024–25 | Mickey Guyton     | [ 73 ] |

### Transmissão

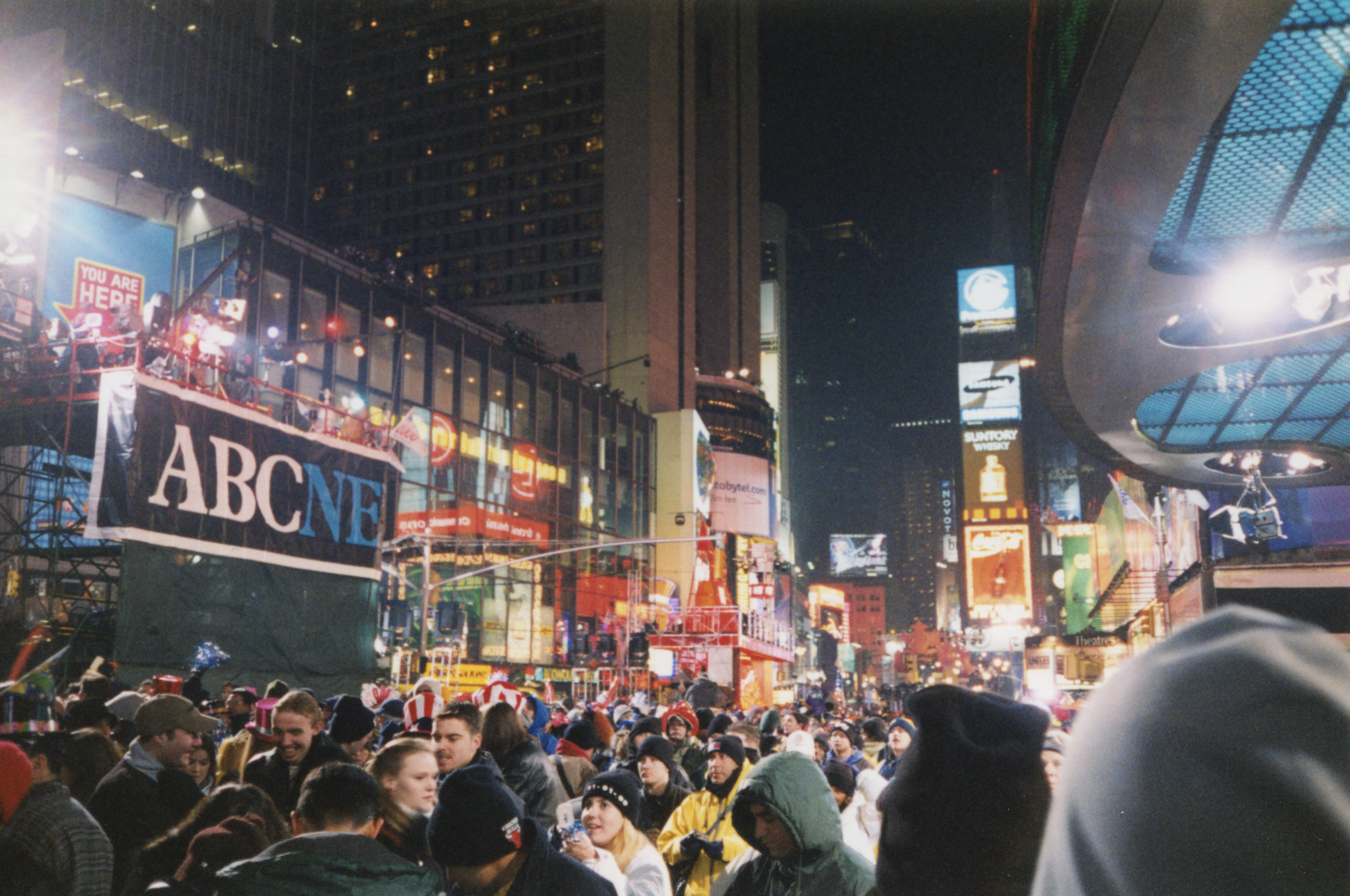
ABC News apresentado direto da Times Square no ano 2000

Como um evento público, as festividades da Times Square são televisionadas, como parte de especiais do Réveillon em várias das principais redes de televisão dos Estados Unidos. A partir de 2016-17, um host feed de 21 câmeras na Times Square é fornecido às emissoras para incorporar em sua cobertura.
A transmissão mais notável de todas é a do programa Dick Clark's New Year's Rockin' Eve; criado, produzido e originalmente apresentado por Dick Clark até sua morte em 2012, e atualmente apresentado por Ryan Seacrest e Jenny McCarthy. O primeiro programa foi ao ar na NBC em 1972 antes de passar para a ABC, onde é transmitido desde então. Nos últimos anos, tem sido consistentemente um dos especiais de Ano Novo mais assistidos, tendo atingindo um máximo de 22,6 milhões de telespectadores em sua 40ª edição em 2012. Após a morte de Dick Clark, em abril de 2012, um cristal com seu nome gravado foi acrescentado à bola em sua homenagem. Além da ABC e NBC, o evento também é transmitido por outras emissoras como a FOX.
Nas outras emissoras a NBC transmite o NBC's New Year's Eve, enquanto a FOX transmite o Fox New Year's Eve specials. Na TV à cabo, a CNN traz a cobertura das festividades, também conhecidas como New Year's Eve Live, que é  apresentado por Anderson Cooper e Andy Cohen (que substituiu Kathy Griffin a partir de 2017).
A partir de 2009, os organizadores começaram a produzir um webcast oficial do evento, transmitindo via Livestream.

### Transmissões antigas
Começando na década de 1940, a NBC transmitiu a cobertura das festividades de Times Square com o ancora Ben Grauer através de rádio e televisão. Sua cobertura foi mais tarde incorporada a episódios especiais do The Tonight Show, continuando até Johnny Carson assumir o programa. A NBC acabaria por introduzir o especial New Year's Eve with Carson Daly a partir de 2003.
De 1956 a 1976, a CBS era bem conhecida pela cobertura televisiva das festividades organizadas pelo maestro Guy Lombardo, do salão de baile do Hotel Waldorf-Astoria em Nova York, com a famosa interpretação de "Auld Lang Syne" à meia-noite. Após a morte de Lombardo em 1977, a CBS e os canadenses, agora liderados por Victor Lombardo , tentaram continuar o especial. No entanto, a ausência de Guy e a crescente popularidade do New Year's Rockin 'Eve da ABC levaram a CBS a eventualmente demitir todos. Os canadenses reais foram substituídos por um novo especial, Happy New Year, America, que funcionou em vários formatos com diferentes anfitriões (como Paul Anka, Donny Osmond, Andy Williams, Paul Shaffer e Montel Williams) até que foi interrompido após 1996. A CBS, exceto por uma transmissão especial do Millennium America no ano 2000, não transmitiu mais nenhuma programação nacional do Ano Novo desde então.
Para o ano 2000, em vez do New York's Rockin 'Eve, a ABC News cobriu as festividades como parte de sua transmissão de um dia do ABC 2000 Today. Apresentado por Peter Jennings, a transmissão trouxe a cobertura de festividades do milênio de todo o mundo, incluindo as de Nova York. Jennings foi acompanhado por Dick Clark como um correspondente especial para a cobertura da Times Square.
A MTV também oferecia a cobertura direto de estúdios na Times Square. Em 2011, a MTV também realizou a sua própria "queda da bola" em Seaside Heights, Nova Jersey. A MTV planejava manter a queda dentro de seu estúdio na Times Square, mas a rede foi solicitada por autoridades municipais para conduzir a queda em outro local.

### Limpeza
Após a conclusão das festividades e dispersão do público, a limpeza é realizada durante a noite para remover os confetes e outros detritos da Times Square antes de sua reabertura na manhã seguinte. Poucos vestígios da celebração da noite anterior permanecem após o processo de limpeza estar concluído: após a queda da bola na virada do  ano 2013-14, o Departamento de Saneamento da Cidade de Nova York estimou que, às 8:00 da manhã, havia limpado mais de 50 toneladas de lixo da Times Square, usando 190 trabalhadores de suas próprias equipes e da Times Square Alliance.